# Platyceps elegantissimus
Espèce
Synonymes
- Zamensis elegantissimus Günther, 1878
- Coluber elegantissimus (Günther, 1878)

Statut de conservation UICN

 LC  : Préoccupation mineure
Platyceps elegantissimus est une espèce de serpents de la famille des Colubridae.

## Répartition
Cette espèce se rencontre en Arabie saoudite, en Israël et dans le sud-ouest de la Jordanie.

## Description
Platyceps elegantissimus a un dos olive parcouru par une ligne médiane orange débutant de l'arrière de la tête jusqu'à l'extrémité de la queue et entrecoupée de larges anneaux noirs (21 en tout dont 8 au niveau de la queue). Ces anneaux sont incomplets au niveau du corps, l'abdomen n'étant pas marqué, mais complets au niveau de la queue. Le spécimen décrit par Günther mesurait environ 65 cm dont 16 cm pour la queue.
Cette espèce est très similaire à Coluber thomasi.

## Publication originale
- Günther, 1878 : On reptiles from Midian collected by Major Burton. Proceedings of the Zoological Society of London, vol. 1878, p. 977-978 (texte intégral).